# Teatre Principal (Sabadell)
El Teatre Principal de Sabadell, està ubicat al carrer de Sant Pau, 6 de la ciutat de Sabadell. Es tracta d'un dels teatres més antics de Catalunya.

## Edifici
El teatre consta de platea, dos pisos de llotgetes i un tercer pis destinat al galliner. La decoració va anar a càrrec dels pintors escenògrafs Marià Carreras i el seu deixeble Joan Ballester Aiguals de Izco. L'interior era molt sumptuós, a l'entrada de la platea hi havia dues escultures de guix pintat, representatives de les muses de Talia, per la Comèdia i Melpòmene per la Tragèdia. Hi havia també un ric cortinatge de seda, gerros, exornats i el teló, obra dels pintors citats. L'escenari era de Joaquim Mansió, al seu frontis hi havia l'escut de Sabadell. La coberta representava una galeria amb quatre arcs petits i quatre grans. Hi col·laboren : A. Espinalt (ebenista) i M. Oms (guixaire).

## Història
El 1839 la Junta Governativa del Teatre Públic adquirí un terreny del Gremi de Paraires per tal d'edificar el Teatre. Aquest primer edifici constava de dos pisos, platea i un petit escenari. Però no arribà a agafar massa prestigi, es feia difícil seguir amb el negoci alhora que l'edifici, degut a les addicions i construccions veïnes, oferia poca estabilitat arquitectònica. Per tot això s'arribà a l'acord de reconstruir-lo. A tal fi es forma una societat entre els propietaris i nous socis.
L'edifici fou dissenyat per F. Daniel Molina i la construcció va anar a càrrec de Josep Antoni Obradors. Les obres començaren el mes de maig de 1883. El cost va ser de 145.500 pessetes. Es va inaugurar el dia 13 d'octubre de 1886.
Aquest teatre ha viscut diferents etapes, de luxós teatre de la burgesia a cinema, fins que va acabar tancant les portes. En els últims temps va acollir la programació del Teatre Municipal La Faràndula mentre aquest últim afrontava un procés de recuperació per a millorar-ne les instal·lacions. Un cop acabades les obres, van començar els treballs de rehabilitació del Teatre Principal el mes de març del 2003, un projecte dels arquitectes Lluís Dilmé i Xavier Fabré, implicats també en la recuperació del Gran Teatre del Liceu de Barcelona.

## Galeria

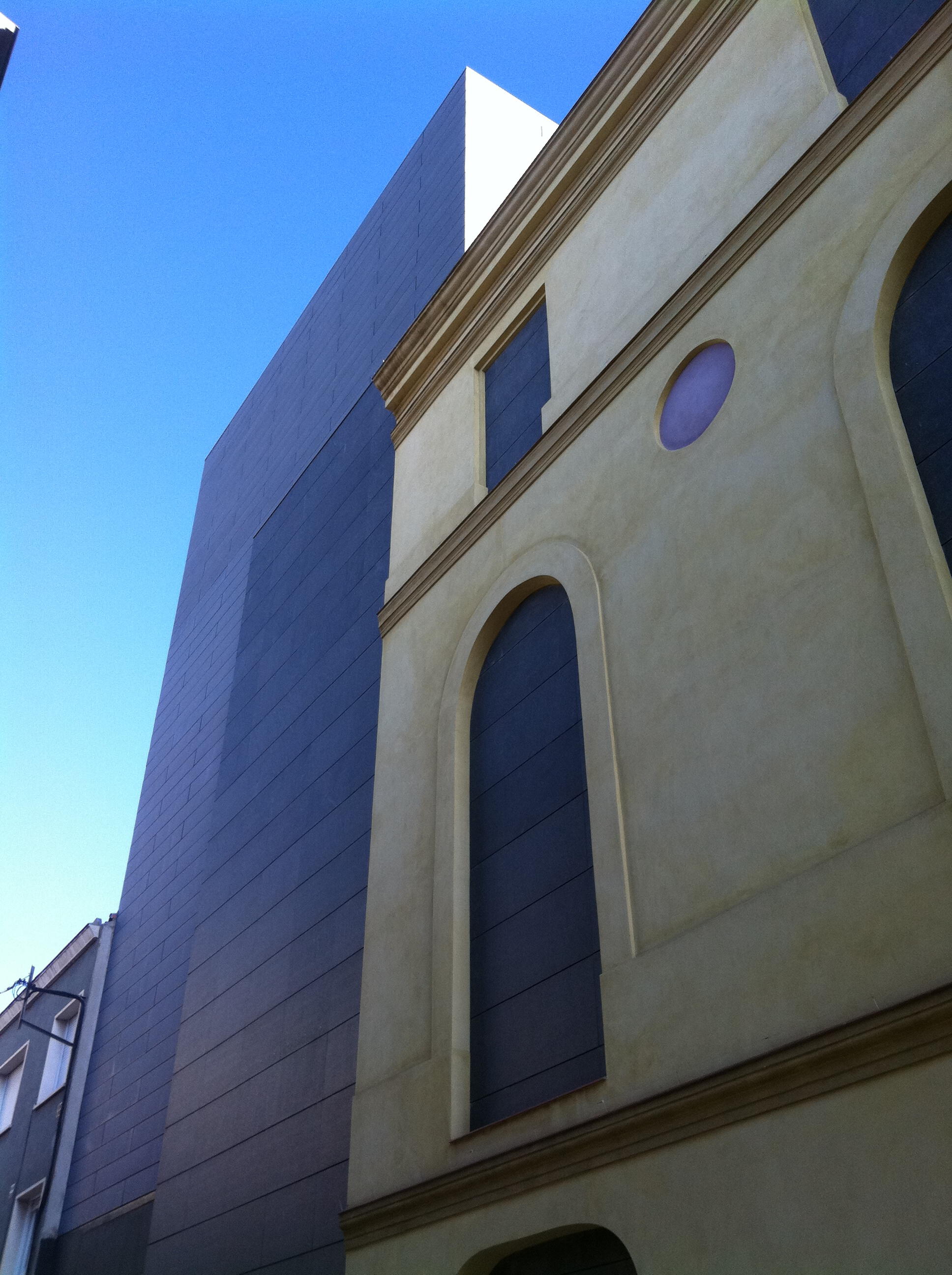
Façana lateral
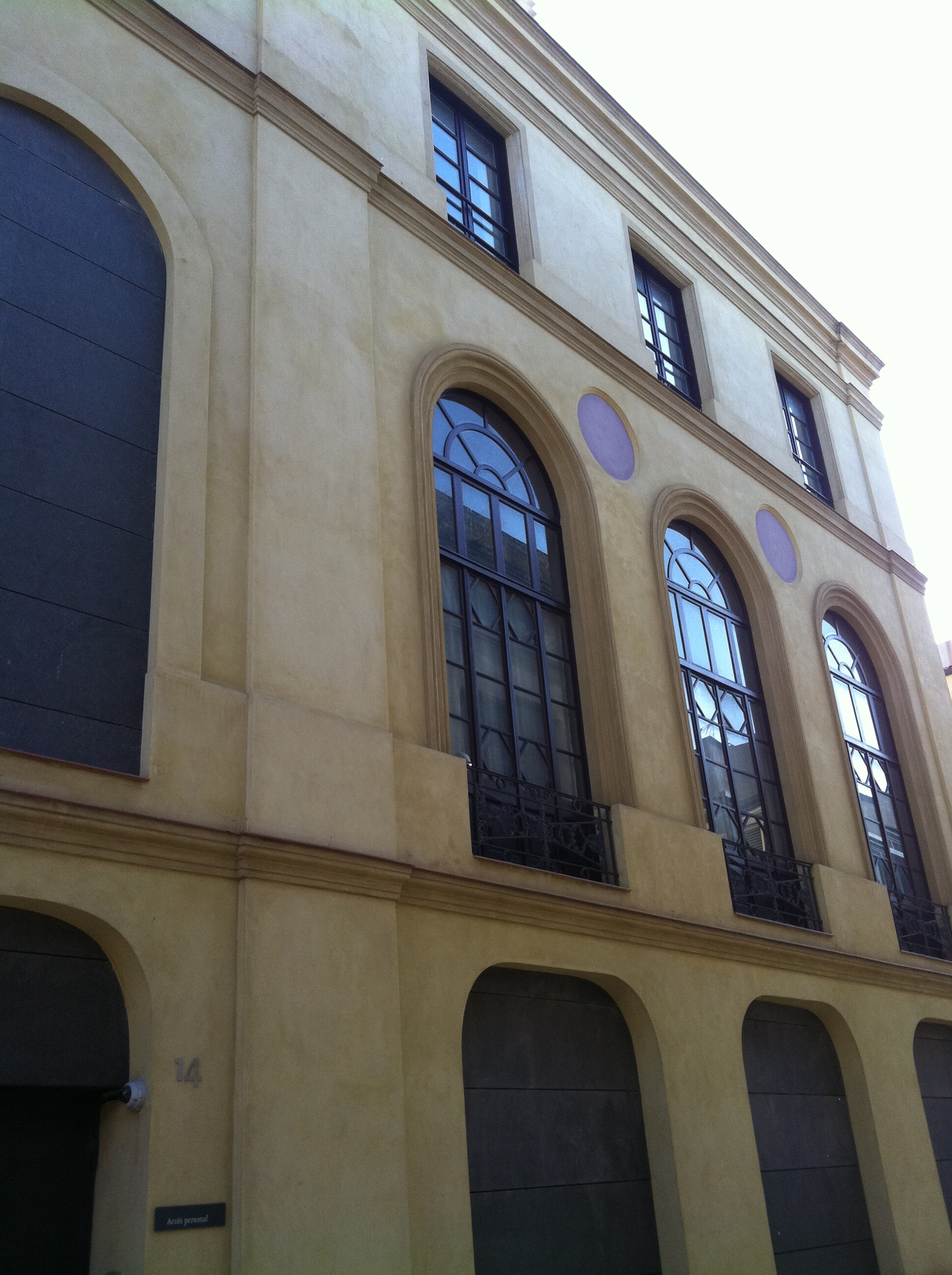
Façana lateral
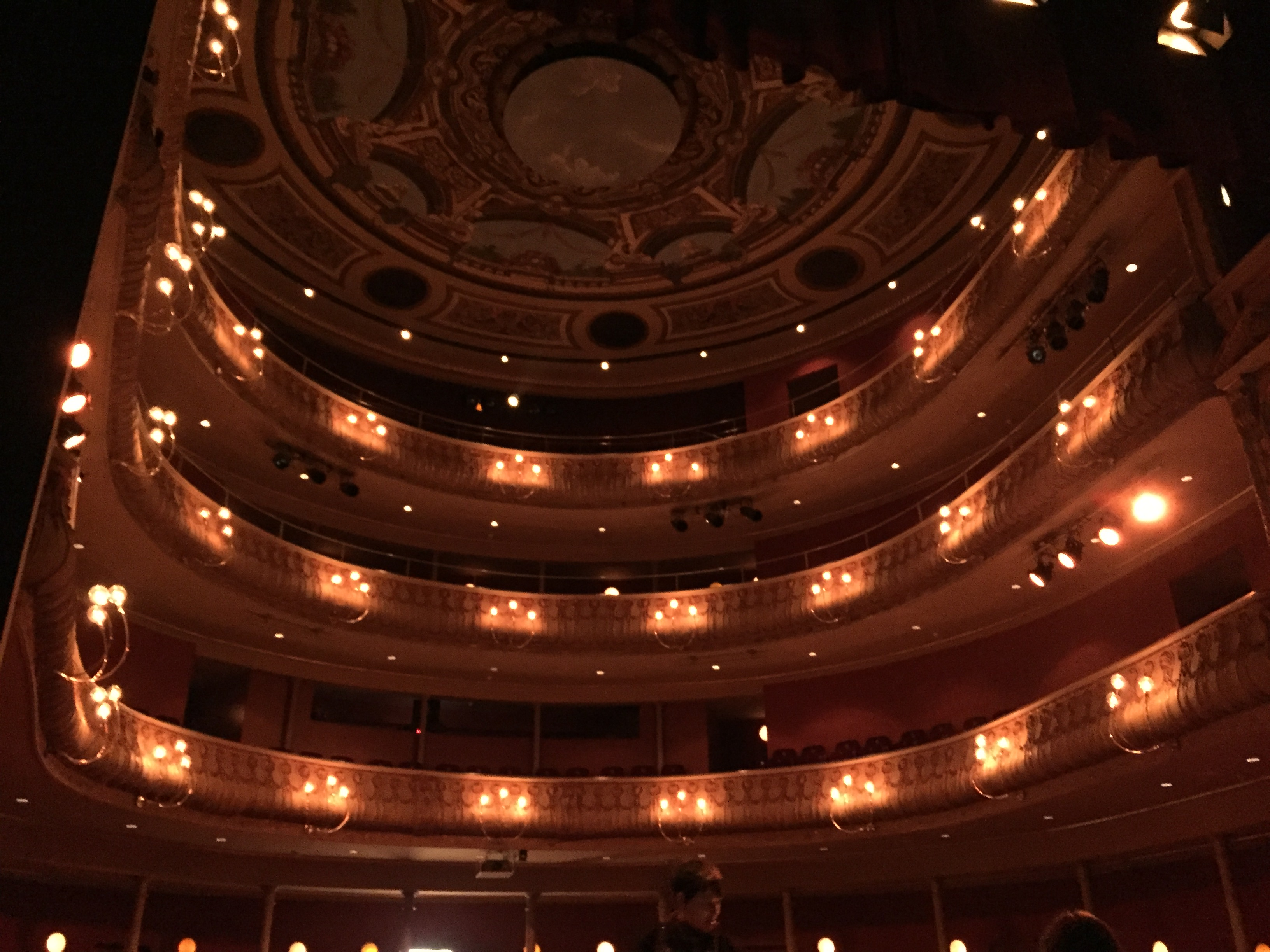
Vista des de l'escenari